# Ehrenplakette des Feld-Luftgaues XXV
Die Ehrenplakette des Feld-Luftgaues XXV war eine nichttragbare Auszeichnung der deutschen Luftwaffe während des Zweiten Weltkrieges, die vom General der Flieger Albert Vierling in seiner Eigenschaft als Kommandierender General und Befehlshaber des Luftgaues XXV 1943 gestiftet wurde.
Die aus weißem Biskuitporzellan hergestellte Plakette erinnert auf den ersten Blick optisch an eine Keramikfliese und hat die Maße 120 × 120 mm. Sie zeigt auf ihrer Vorderseite, in einem Mittelquadrat ruhend, den Reichsadler über zwei gekrönten Stadtwappen. Welche beiden Städte die Wappen symbolisieren, ist aufgrund der dünnen Bildbeweislage nur zu vermuten. Vermutlich handelt es sich um Charkow und Rostow. Hintergrund könnte die Zusammenlegung des Luftgaues Charkow und des Luftgaues Rostow zum Feld-Luftgau XXV sein, die im April 1943 erfolgte. Um das Mittelquadrat umlaufend ist die Inschrift (oben beginnend): FÜR BESONDERE BEWÄHRUNG 1942 LUFTGAU ROSTOW zu lesen. Der äußere Rand der Plakette wird von der Umschrift (links beginnend): DER KOMMANDIERENDE GENERAL u. BEFEHLSHABER IM LUFTGAUKOMMANDO ROSTOW-F.L.G.KDO.XXV dominiert.
Die Rückseite der Plakette zeigt mittig wieder ein Mittelquadrat mit den geografischen Umrissen Südrusslands mit den Schriftzügen UKRAINE, KRIM und KAUKASIEN. Um dieses Mittelquadrat umlaufend sind die Städtenamen: MAIKOP . STALINGRAD . KERTSCH . STALINO zu lesen. Der äußere Rand der Plakette zeigt dagegen die Stadtnamen: DNJEPROPETROWSK . SEWASTOPOL . NOWOROSSISK . KRASSNODAR. Überreicht wurde die Plakette dem Beliehenen in einer kunstlederbezogenen Kassette in der Farbe Fliegerblau.